# Гедеон (Криновський)
Єпископ Гедеон (Григорій Андрійович Криновський чи Річковський; біл. 1726, Казань — † 22 червня 1763, монастир імені великомученика Пантелеймона, що поблизу Пскова)  — єпископ Російської православної церкви, єпископ Псковський, Ізборський та Нарвський. 

## Життєпис
Народився у сім’ї паламаря. 
Під час навчання отримав прізвище Авриксельський, у 1746-1751 мав прізвище Річковський.
Після закінчення курсу Казанської духовної семінарії залишений в ній вчителем і прийняв чернецтво. Без успіху звертався до єпископа Луці (Конашевичу) із проханням відпустити його на навчання до Москви чи Києва.
Липень 1751  — в сані ієродиякона потаємно поїхав із казані до Санкт-Петербурга і подав прохання зачислити його до московської Слов’яно-греко-латинської академії. 
9 грудня 1751  — прийнятий до академії. 
8 січня 1753  — у сані ієродиякона імператрицею Єлизаветою призначений придворним проповідником. 
2 лютого 1758  — член  Святого синоду, а з 17 квітня того ж року — настоятель Троїцько-Сергієвої лаври. 
7 жовтня 1761  — хіротонія в єпископа Псковського та залишений придворним проповідником. 
8 червня 1762  — викликаний до Святого синоду. 
4 червня 1763  — за особистим проханням звільнений до своєї єпархії. У дорозі із Москви до Пскову тяжко захворів. 
Помер 22 червня 1763 року у приміському Пантелеймонівському монастирі, де, не доїхавши до Пскова, залишився через хворобу. Похований у Псковському Троїцькому соборі.